# Concilio (Zaragoza)
Concilio (Conzilio en aragonés) es una localidad del municipio aragonés de Murillo de Gállego, en la provincia de Zaragoza. Situado en un llano a la margen izquierda del río Gállego, su distancia a Zaragoza es de 110 km. Está al pie de los mallos de Riglos. 
Su núcleo urbano permanece casi intacto desde hace ocho siglos, fecha en la que un incendio acabó con el monasterio, el hospital de peregrinos y las casas. Se reconstruyó al poco con los restos del anterior núcleo mozárabe. 
Existe una casa rural en la localidad

## Demografía
| 1970 | 2000 | 2001 | 2002 | 2003 | 2004 |
| ---- | ---- | ---- | ---- | ---- | ---- |
| 27   | 6    | 7    | 9    | 9    | 15   |

## Historia
- En 1845 se unió a Riglos
- 1950 - 1960 pasa al Ayuntamiento de Murillo de Gállego
- Iglesia del siglo XIII